# Crist crucificat (Alejo de Vahía)
Crist crucificat és una escultura feta per Alejo de Vahía. Actualment forma part de la col·lecció permanent del Museu Frederic Marès.

## Descripció
Ens trobem davant d'un crucifix que il·lustra un tipus d'iconografia peculiar que va ser molt imitada. Allò que més la caracteritza és la combinació d'expressivitat i elegància, sense que caigui en deformacions o en gesticulacions que tendeixin al patetisme. El front, cenyit per una corona d'espines, està particularment treballat. El cap s'inclina cap a l'esquerra i dirigeix la mirada amb un gest plàcid.
Aquesta obra és atribuïda a Alejo de Vahía, artista d'origen germànic actiu a Palència a finals del segle xv la producció del qual va proveir una àmplia àrea geogràfica de la Corona de Castella fins a la primera dècada del segle xvi. L'obra d'aquest escultor i del seu taller es pot detectar fàcilment pels singulars estilemes -plecs trencats en forma de U, ulls caiguts, mans llargues i fines, floc de cabell al damunt del front, entre d'altres- que defineixen la manera de fer de l'artista.
El museu conserva un dels millors conjunts de talles atribuïdes a Alejo de Vahía, als seus col·laboradors i als seus seguidors. Són un total de nou obres, de temàtica variada, reunides per Marès al llarg dels anys. Aquesta talla, donada al museu el 1989, es pot considerar una de les millors peces de l'artista.